# Brædstrupkredsen
Brædstrupkredsen var en valgkreds til valg til Folketinget 1849-1918. Kredsens områder blev efterfølgende en del af Givekredsen frem til 2006. I dag hører området ind under Horsenskredsen.

## Brædstrupkredsens folketingsmænd 1849-1918
(ikke komplet)
- 1849-1852: Laurids Skau, gårdejer
- 1852-1855: Rasmus Matthiassen, gårdejer
- 1855-1857: Peter Julius Randløv, gårdejer